# 유섭
유섭(劉涉, ? ~ ?)은 전한 말기의 제후로, 광천유왕의 현손이다.

## 행적
아버지 유하의 뒤를 이어 악신후(樂信侯)에 봉해졌으나, 전한이 멸망하여 작위가 박탈되었다.

## 출전
- 반고, 《한서》 권15하 왕자후표 下

| 선대 아버지 악신절후 유하 | 전한의 악신후 ? ~ 8년 | 후대 (봉국 폐지) |